# Lucky Bhembe
Lucky Willie Bhembe (geb. 25. Oktober 1973) ist ein ehemaliger eswatinischer Marathonläufer.
Er trat bei den Olympischen Sommerspielen 2000 in Sydney, Australien, für sein Land an und erreichte in 2:23:08 h Platz 51.